# Pseudogagrella multimaculata
Pseudogagrella multimaculata is een hooiwagen uit de familie Sclerosomatidae.